# 줘징위엔
줘징위엔(중국어: 左婧媛, 병음: Zuǒ Jìngyuán, 한자음: 좌정원, 1998년 8월 19일 ~ )은 중국의 아이돌 가수이다. 중국의 걸 그룹 GNZ48 Team NⅢ의 일원이다. 그리고 연예 기획사 STAR48(丝芭传媒)의 소속 연예인이다.